# ولایت ننگرهار
نَنگَرهار یکی از ۳۴ ولایت‌ افغانستان به مرکزیت شهر جلال‌آباد است. ننگرهار بیست و پنجمین ولایت پهناور و سومین ولایت پرجمعیت افغانستان است. پهناوری آن ۷۶۴۱ کیلومتر مربع و جمعیت آن ۱،۷۱۲،۳۳۱ نفر است. از شمال بهولایت کنر و لغمان، از غرب به کابل، از جنوب‌غرب به لوگر و از جنوب و شرق به پاکستان محدود است. باشندگان آن به زبان‌‌های پشتو، فارسی دری و پشه‌ای نیز سخن می‌گویند. میانگین ارتفاع آن ۱۷۴۸ متر و بلندترین نقطه آن قله سیکارام با ۴۷۷۵ متر بلندی است. ننگرهار از ولایت‌های سرسبز و خوش آب و هوای افغانستان است که دره‌های حاصلخیز آن توسط رودهای کنر  و کابل آبیاری می‌شود.

## پیشینه

### دولت هندوسکایی

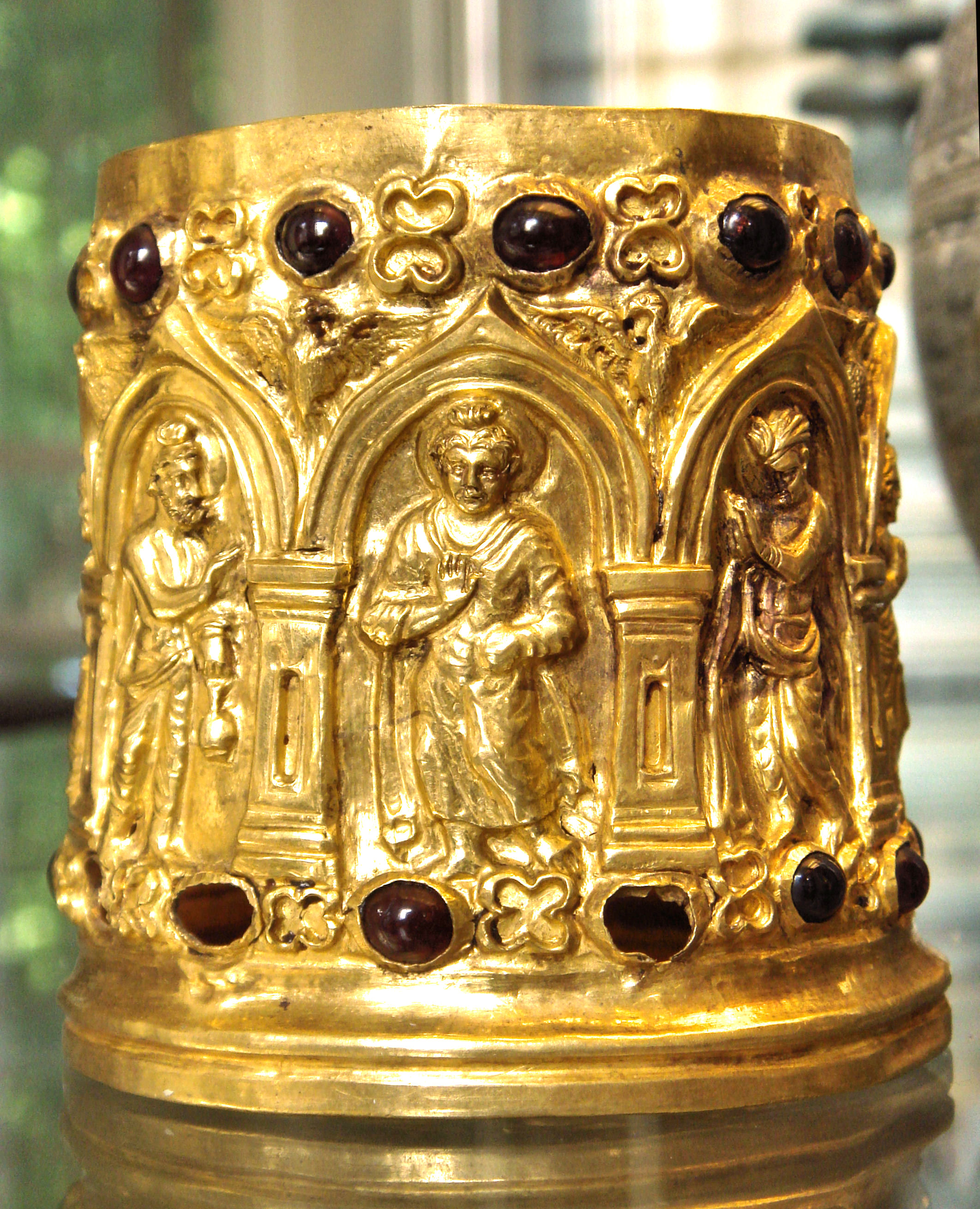
ظرفی طلاکاری شده از چُدَن با سنگ‌های قیمتی، که بودا و ایزدان هندو را در دو طرفش، برَهما (چپ) و شَکرا (راست)، نشان می‌دهد. این ظرف در استوپهٔ بودایی در منطقهٔ بیماران در نزدیکی جلال‌آباد در شرق افغانستان یافت شده؛ سکه‌هایی هندوسکایی آزِس دوم در داخل ظرف یافت شده‌اند، موزیم بریتانیا، لندن.

در طی یکی از نخستین کاوش‌های غیرحرفه‌ای در افغانستان در سال‌های ۳۸–۱۸۳۳ میلادی، چارلز مسون (Charles Masson)، جهانگرد بریتانیایی در پایگاهی که بنام استوپه شمارهٔ ۲، در بیماران شناخته می‌شود، در نزدیکی جلال‌آباد در شرق افغانستان، یک ظرف زرین کوچک را کشف کرد که حاوی بقایای بودایی (مرواریدهای سوخته، مُهره‌هایی که از سنگ‌های گرانبها و نیمه‌گرانبها) و سکه‌های ضرب‌شده توسط آزِس دوم (Azes II)، پادشاه سکایی بود.
این ظرف کوچک زرین که سه سانتیمتر ارتفاع دارد، و بر روی جدارهٔ آن سنگ‌های قیمتی کار شده، و احتمالاً هنر دوران هندویونانی است، به عنوان شاهکار هنر یونانی بودایی از گندهارا است.

## تقسیمات اداری

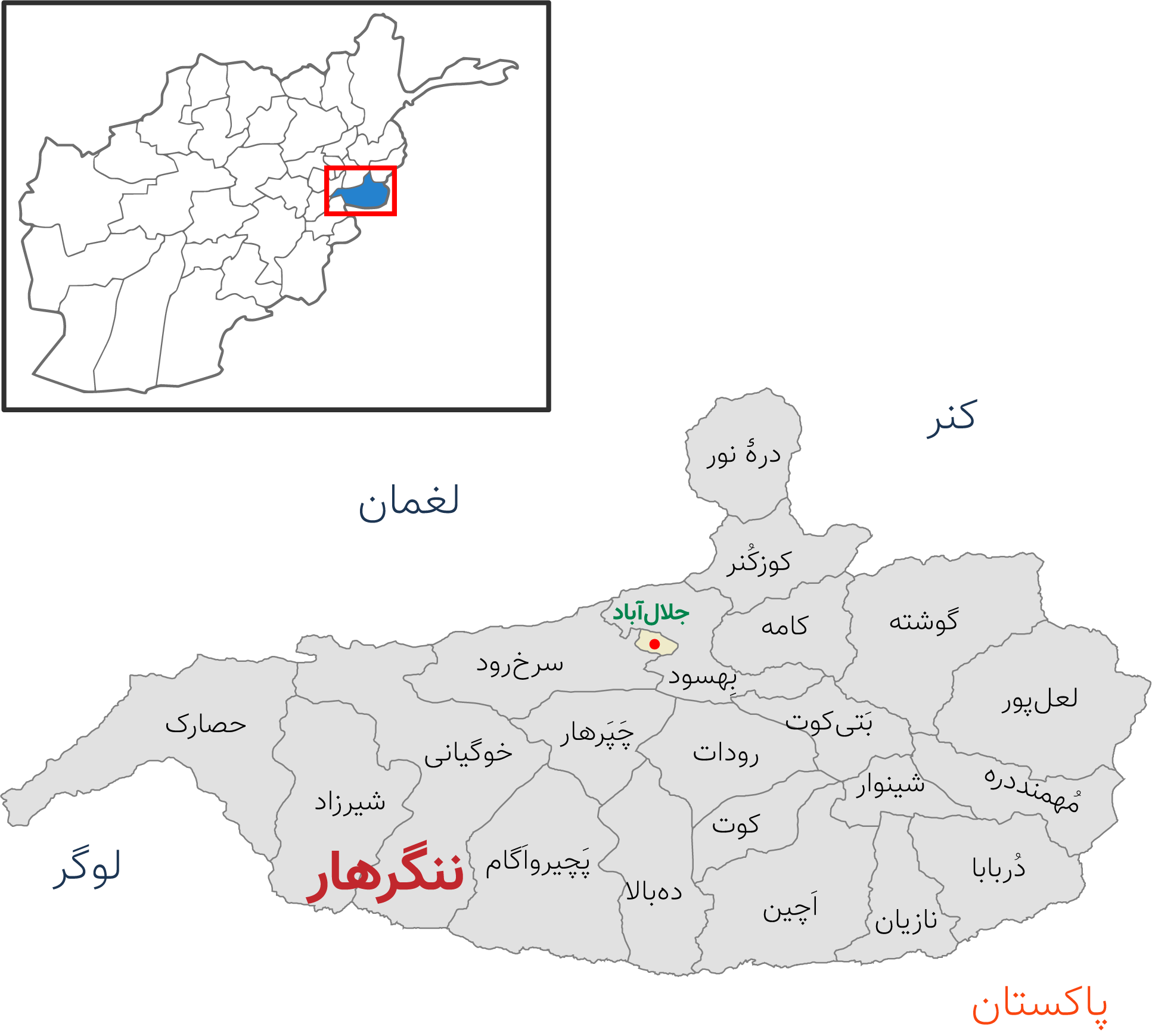
ولسوالی‌های ننگرهار

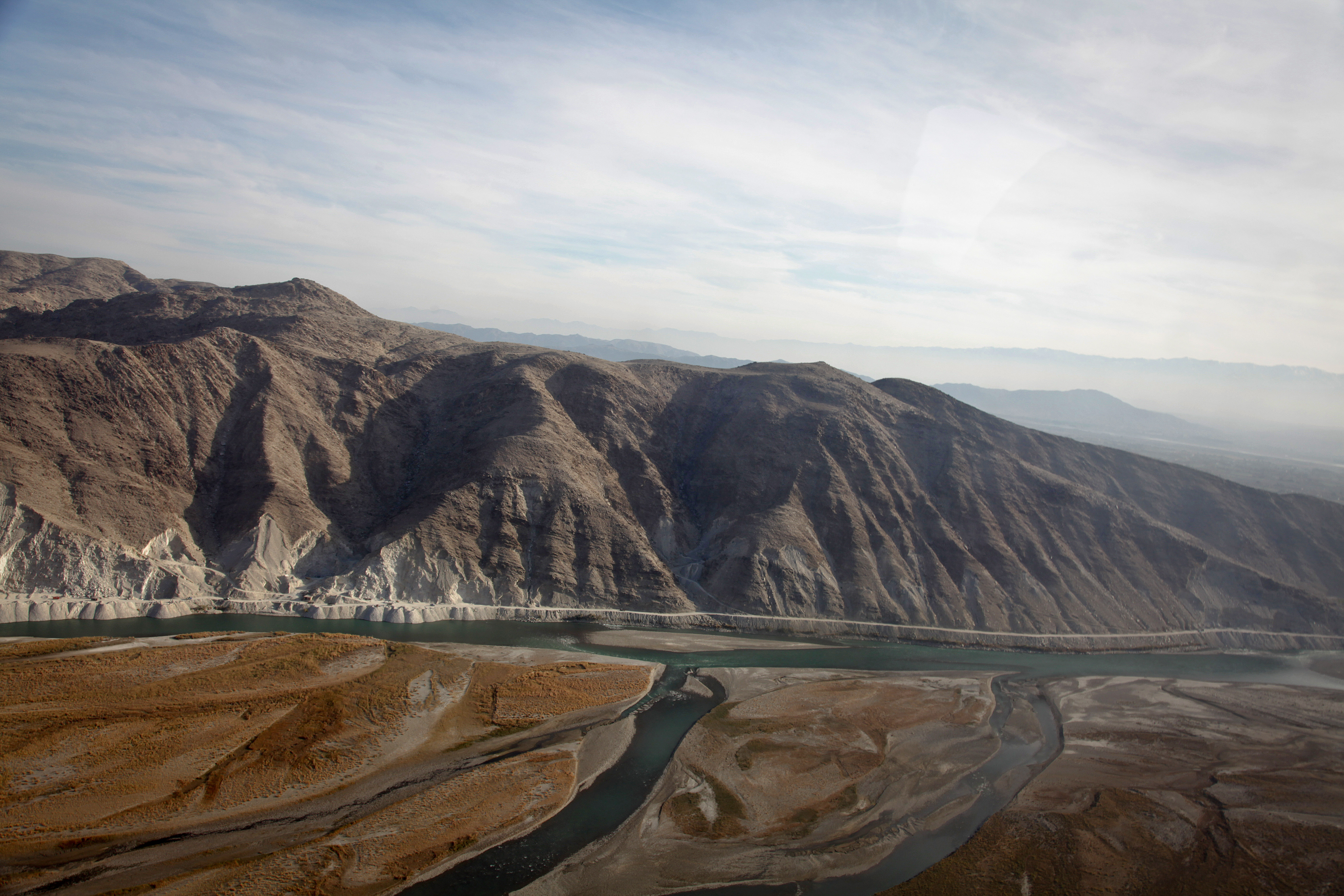
رود کنر

| - اَچین - بَتی‌کوت - بِهسود - پَچیرواَگام - جلال‌آباد - حصارک - چَپَرهار - خوگیانی - دَربابا - درهٔ نور - ده‌بالا | - رودات - سرخ‌رود - شیرزاد - شینوار - کامه - کوت - کوزکُنر - گوشته - لعل‌پور - مُهمنددره - نازیان |  |

## اقتصاد
- خرما

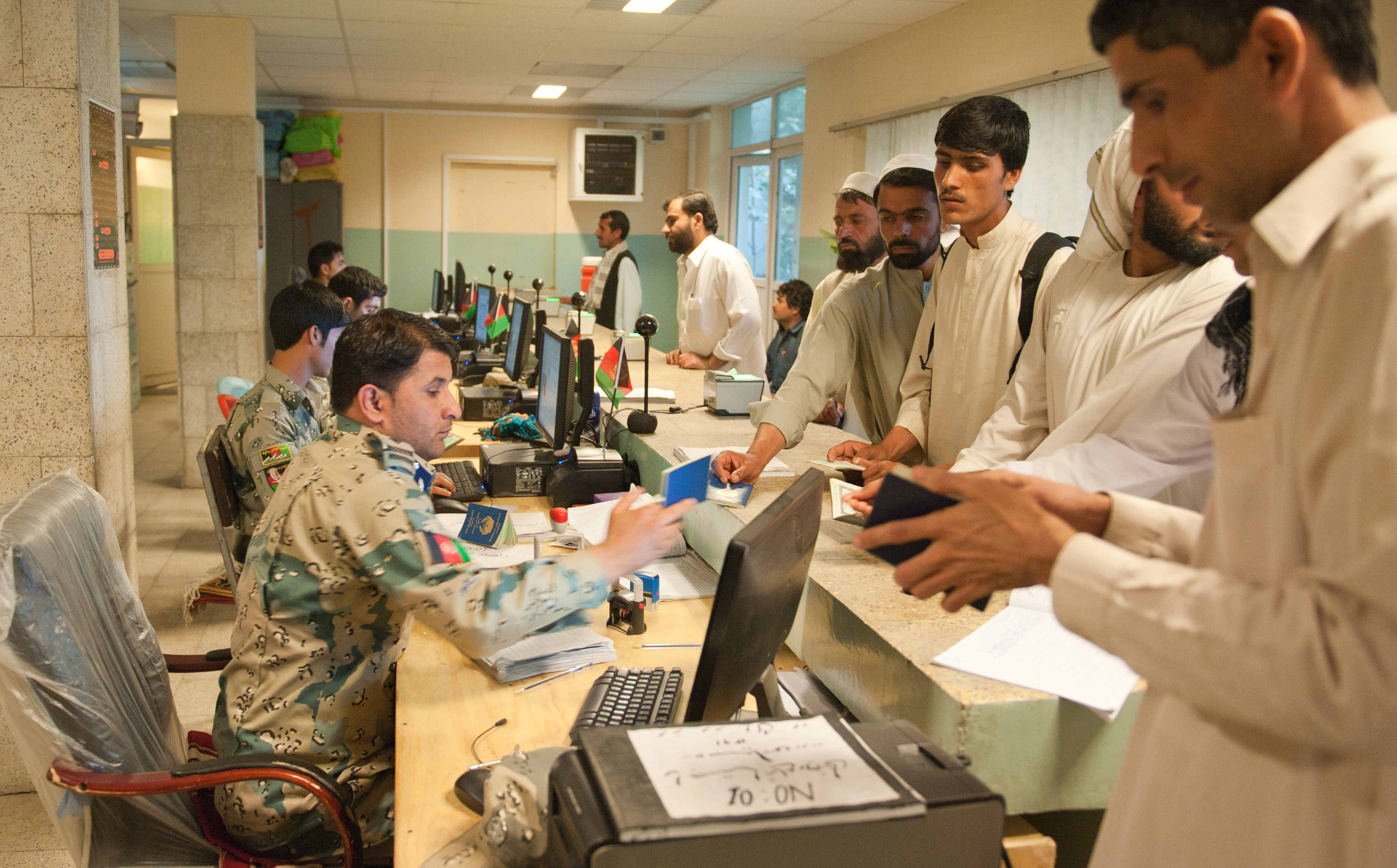
گمرک تورخم

ننگرهار یکی از ولایت‌هایی است که بستر مناسب برای کشت و پرورش نخلستان‌های خرما می‌باشد و امسال در ۶۷ جریب زمین، ۱۵۰ تن خرما تولید کرده‌است. فی سیر (هفت کیلو) خرما در وقت برداشت ۵۰۰ روپیه در بازارهای داخلی بفروش می‌رسد که حدود ۱۱ میلیون افغانی عاید کشاورزان می‌کند.
- لیمو

بر پایه آمار ریاست زراعت ولایت ننگرهار در سال ۱۳۹۹ در کل در ولایت ننگرهار دو هزار و ۵۰۰ جریب باغ‌های لیمو وجود دارد که پنج هزار و ۹۰۰ تن لیمو از آن برداشت شده‌است.

## آموزش
فارم تحقیقات زراعتی ششم باغ در ولسوالی بهسود ولایت ننگرهار، برای دانشجویان رشته‌ای زراعت و باغداران به عنوان آموزشگاه تحقیقاتی محل مهم پژوهشی شمار می‌رود. این فارم کمی دورتر از شهر جلال‌آباد و در ولسوالی بهسود، محل سبز دارای میوه‌های رنگارنگ قرار گرفته‌است.
از این فارم تحقیقی به نام شیشم باغ یا کلکسیون ملی میوه جات ولایت ننگرهار یاد می‌شود و انواع مختلفی از میوه جات مانند مالته، لیمو، چکوتره، ُخرما و کینو در آن وجود دارد که ۱۳ سال قبل توسط وزارت زراعت، آبیاری و مالداری در ولسوالی بهسود ساخته شده‌است. شیشم‌باغ یکی از
مناسب‌ترین فارم تحقیقات میوه برای باغداران و دانشجویان رشته زراعت در زون شرق به حساب می‌آید.
مساحت این فارم به ۵۰ جریب می‌رسد و در سال ۲۰۰۷ ساخته شد و حالا هفت نوع کلکسیون میوه در آن موجود است و روی آن تحقیق می‌شود. تنها ۶۶ نوع میوه درختان همیشه سبز یا ستروس در این باغ مورد پژوهش است. چهار نوع مالته، دو نوع چکوتره، دو نوع لیمو، گونه‌های مختلف نارنج نیز در این باغ وجود دارد.
ننگرهار از لحاظ نیشکر مقام اول را در افغانستان دارد